# Hasteola robusta
Hasteola robusta là một loài thực vật có hoa trong họ Cúc. Loài này được (Tolm.) Pojark. mô tả khoa học đầu tiên năm 1960.